# Разум, Роман Владимирович
Роман Владимирович Разум (настоящая фамилия — Слинько, род. 4 февраля 1981, Ворошиловград, Украинская ССР) — музыкант, поэт и исполнитель песен, общественный деятель подконтрольной России Луганской Народной Республики, продюсер и сценарист.
Солист ансамбля «Новороссия». Председатель Союза кинематографистов Донбасса. Генеральный продюсер фильма «Ополченочка». Основатель киностудии «Лугафильм». Участник Войны на Донбассе. Доверенное лицо В. Путина в 2024 году.  Заслуженный артист ЛНР (2024).

## Биография

### Ранние годы
С первого класса был солистом школьного хора. Уже в 14 лет организовал первую рок-группу и выступал в Луганске.
По окончании школы поступил в Харьковский институт экономики и менеджмента, но позже оставил его. Окончил Киевский институт культуры по специальности «эстрадно-джазовый вокал».
В 2004 году после террористического акта в Беслане переехал в Москву, где участвовал в проекте, посвященном годовщине трагедии. Написал песню «Беслан 1-е сентября» и принимал участие в составлении книги «Без слов».
В 2012 году при поддержке Иосифа Кобзона создаёт литературно-музыкальный сборник песен о Великой отечественной войне «Журавли». Активно работает в Московском Фонде Мира и Луганском землячестве.

### Война на Донбассе
В 2014 году с началом войны на Донбассе вернулся в Луганск. Весной 2015 года совместно с Виталием Киселёвым сформировал музыкальный коллектив из действующих военных Луганской Народной Республики, с которым через два месяца отправился в тур по всем городам подконтрольным ЛНР. Ансамбль получил название «Новороссия». В 2016 году вместе с ансамблем выпустил первый альбом. Открыл в Луганске продюсерский центр «Родина», а затем на его основе создал и возглавил киностудию «Лугафильм».
В 2015 году внесён на сайт Миротворец.
Является автором идеи, генеральным продюсером и оператором фильма «Ополченочка» (2018).
В сентябре 2020 года снял клип на песню «Донбасс за нами».
Заместитель командира роты по военно-политической работе 123-й бригады. С начала 2022 года активный участник Российско-украинской войны. В марте совместно с Денисом Майдановым создаёт клип на песню «Победа за нами». Осенью того же года реализует проект имерсивный кино-спектакль «Вежливые Люди».
В 2023 году снимает на линии фронта короткометражный художественный фильм «Русская земля». В начале 2024 года реализовал проект Всероссийский песенный флешмоб «Нас миллионы Русских» и 4 марта провёл большой сольный концерт в Крокус Сити Холл, за две недели до произошедшего там печально известного теракта
В 2024 году являлся доверенным лицом кандидата в президенты России Владимира Путина. В том же году получил звание заслуженного артиста ЛНР

## Дискография

### Альбомы
- «За этот мир» (2010)
- «Журавли» (2012)
- «Песня на страже Русского Мира» (2016)
- «Работайте братья» (2017)
- «Победа за нами» (2019)
- «Нас миллионы русских» (2019)
- «Битва за Донбасс» (2020)

## Фильмография
- «Ополченочка» (2018)
- «Вежливые Люди» (2022)
- «Русская земля» (2023)

## Награды

### Государственные награды
- медаль «За отвагу» (Россия) (3 декабря 2023)[19].

### Награды государственных органов
- медаль «За возвращение Крыма» (Минобороны России, 1 сентября 2017)[20];
- медаль «Участнику специальной военной операции» (Минобороны России);
- медаль «Патриот России» (Росвоенцентр при Правительстве РФ).

### Республиканские награды ЛНР
- медаль «За Верность Долгу»;
- медаль «За веру и Волю»;
- медаль «За оборону Луганска»;
- медаль «За отличие в службе»;
- благодарность Главы Луганской Народной Республики (23 февраля 2017)[21].

### Общественные награды
- орден «Честь и доблесть»;
- орден «Голубь Мира»;
- медаль «За ратную доблесть» (ВООВ «Боевое Братство»);
- медаль «Талант и призвание»;
- медаль «За заслуги в культуре и искусстве».